# Thuli Brilliance Makama
Thuli Brilliance Makama là luật sư và nhà bảo vệ môi trường người Eswatini. Bà đã được trao Giải Môi trường Goldman năm 2010, cho việc đấu tranh với nhà cầm quyền để công chúng được tham gia quyết định các dự án có liên quan tới môi trường.